# Sui He
Sui He (Wenzhou, Zhejiang; 23 de septiembre de 1989) es una modelo y actriz china. Fue la primera modelo de Asia del Este en abrir una pasarela de Ralph Lauren y la segunda modelo de ascendencia china en desfilar en el Victoria's Secret Fashion Show.

## Carrera
A la edad de 17 años, en su primer año de escuela secundaria, Sui He se apuntó a un concurso de modelaje en China alzándose con la victoria. Después de ganar el concurso, firmó un contrato con Bentley Culture Development Co. en Beijing. 
En 2013, Sui He obtuvo la posición número 13 de 50 modelos en models.com. Figuró en la lista de 2011 de Models.com "Top Women".
Sui He hizo su debut en la pasarela Love, Sex, and Money en la temporada primavera/verano 2011. El momento le llegó en la temporada otoño/invierno de ese mismo año, donde fue reconocida por abrir la pasarela de Ralph Lauren, abriendo y cerrando también la de Vivienne Tam en Nueva York, caminó para Dolce & Gabbana en Milán y para Shiatzy Chen  y Dries van Noten en París. Debido a su éxito esa temporada, fue nombrada una de las 10 caras en otoño de 2011 por New York Magazine y figuró en style.com como una de las jóvenes promesas. Otras de sus apariciones más notables fueron para Chanel, Dior, Helmut Lang, Hermes, Hervé Léger, Jean Paul Gaultier, Missoni, Mugler, Oscar de la Renta, e Y-3. Otros shows  incluyen Chanel, Dior y Jean-Paul Gaultier.
Sui He ha desfilado en los Victoria's Secret Fashion Shows de 2011, 2012, 2013, 2014, 2015, 2016, 2017 y 2018, convirtiéndose en la segunda asiática en hacerlo, la primera habiendo sido Liu Wen.
Sui He apareció en la portada de W magazine en octubre de 2011 siendo relativamente desconocida. También apareció en Vogue China. Otras de sus apariciones incluyen i-D y V.
En 2012, Sui He fue seleccionada para ser la primera portavoz asiática de marca Shiseido. La campaña fue fotografiada por Nick Knight.
La primera campaña de He fue para Bruno Cucinelli en 2011 siendo la más conocida su participación en la campaña de Ralph Lauren ese mismo año. Más recientemente, Sui He apareció en los Printemps con la campaña Dior Holiday 2012 junto a Carolyn Murphy , siendo estilizada por Carine Roitfeld y fotografiada por Mario Testino. En adición, ese mismo año, apareció en dos campañas para Karl Lagerfeld.
Sui He ha apaparecido en dos camapñas de H&M y en el comercial H&M Holiday 2011.
Formó parte del reparto de la película de 2015, You Are My Sunshine.

## Filmografía

### Apariciones en programas de variedades
| Año  | Programa            | Notas                  |
| ---- | ------------------- | ---------------------- |
| 2020 | Keep Running 4      | (ep. #4) - invitada    |
| 2017 | Give Me Five S1     | (ep. #11) - invitada   |
| 2016 | Running Man China 4 | (ep. #2) - invitada    |
| 2016 | Running Man China 3 | (ep. #11) - invitada   |
| 2015 | Happy Camp          | 2 episodios - invitada |